# Tazunu
La culture Tazunu est une culture archéologique qui s'est développée d'environ 3000 av. J.-C. jusqu'au début de notre ère. Elle est principalement présente dans le Nord-Ouest de la République centrafricaine.

## Description
La culture Tazunu se caractérise par des mégalithes, ou pierres dressées.

## Analyse
Selon l'archéologue et anthropologue Pierre Vidal, ces mégalithes marqueraient le passage d'une société de chasseurs-cueilleurs à une société d'agriculteurs. 